# 멜빌반도

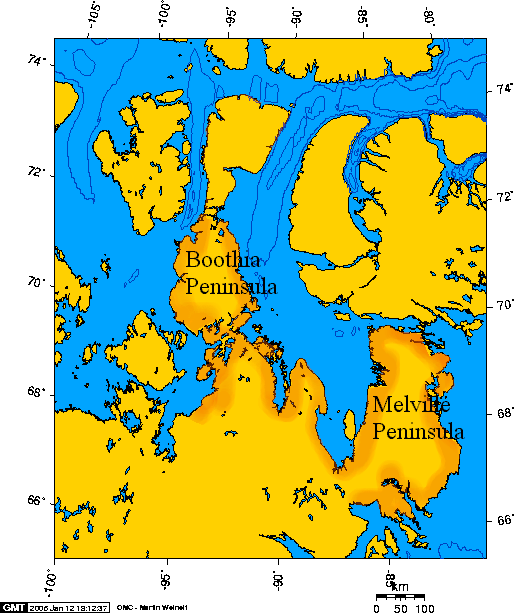
부시아반도와 멜빌반도

멜빌반도(Melville Peninsula)는 캐나다 북극에 있는 광대한 반도이다. 1999년부터 누나부트 준주 프랭클린 지역에 속한다.